# Gevim
Gevim (hebrejsky גֵּבִים, doslova „Nádrže“, v oficiálním přepisu do angličtiny Gevim) je vesnice typu kibuc v Izraeli, v Jižním distriktu, v Oblastní radě Ša'ar ha-Negev.

## Geografie
Leží v nadmořské výšce 122 metrů na pomezí severního okraje pouště Negev a jižního okraje zemědělsky obdělávané pobřežní nížiny (Šefela). Východně od vesnice míří k severu vádí Nachal Azur, podél západní strany kibucu je to vádí Nachal Nir'am. Na jižní straně protéká Nachal Mefalsim.
Obec se nachází 14 kilometrů od břehu Středozemního moře, cca 65 kilometrů jihojihozápadně od centra Tel Avivu, cca 67 kilometrů jihozápadně od historického jádra Jeruzalému a 2 kilometry jižně od města Sderot. Gevim obývají Židé, přičemž osídlení v tomto regionu je etnicky převážně židovské. 5 kilometrů západním směrem ale začíná pásmo Gazy s početnou arabskou (palestinskou) populací.
Gevim je na dopravní síť napojen pomocí lokální silnice číslo 232, jež severozápadně od vesnice ústí do dálnice číslo 34.

## Dějiny
Gevim byl založen v roce 1947. Zakladateli kibucu byla skupina členů jednotek Palmach, kteří se zde usadili 28. srpna 1947. Šlo o krok, který měl posílit židovské pozice na severním okraji Negevu před klíčovým rozhodnutím OSN o rozdělení tehdejší mandátní Palestiny na židovský a arabský stát. Během války za nezávislost v roce 1948 nebyl kibuc na rozdíl od jiných židovských osad v tomto regionu vystaven útokům egyptské armády. Coby vesnice vzniklá jen nedlouho předtím totiž nefigurovala na egyptských vojenských mapách.
Koncem 40. let měl kibuc rozlohu katastrálního území 1 000 dunamů (1 kilometr čtvereční). V současnosti dosahuje správní území vesnice 10 000 dunamů (10 kilometrů čtverečních). V 50. letech 20. století kibuc procházel sociální a ekonomickou krizí a mnoho jeho zakládajících členů jej opustilo. Populace musela být opakovaně posilována příchodem nových osadnických skupin.
Místní ekonomika byla zpočátku založena na zemědělství. V současnosti je většina příjmů kibucu vytvářena podnikem Poleg, který zpracovává plasty. Zemědělská výroba se orientuje na pěstování avokáda, sadovnictví a chov drůbeže). Poblíž kibucu funguje vysoká škola Sapir Academic College. V obci je k dispozici společná jídelna a zdravotní středisko. K dispozici je tu i plavecký bazén.
Jméno vesnice je odvozeno od proláklin ve skále, ve kterých se shromažďuje dešťová voda. Zpočátku se ale kibuc nazýval Sde Akiva (שדה עקיבא), podle zemědělského odborníka Akivy Ettingera.

## Demografie
Podle údajů z roku 2014 tvořili naprostou většinu obyvatel v Gevim Židé (včetně statistické kategorie „ostatní“, která zahrnuje nearabské obyvatele židovského původu ale bez formální příslušnosti k židovskému náboženství).
Jde o menší obec vesnického typu s dlouhodobě stagnující populací. K 31. prosinci 2014 zde žilo 464 lidí. Během roku 2014 populace stoupla o 15,4 %.
| Rok            | 1948 | 1961 | 1972 | 1983 | 1995 | 2001 | 2003 | 2004 | 2005 | 2006 | 2007 | 2008 | 2009 | 2010 | 2011 | 2012 | 2013 | 2014 |
| -------------- | ---- | ---- | ---- | ---- | ---- | ---- | ---- | ---- | ---- | ---- | ---- | ---- | ---- | ---- | ---- | ---- | ---- | ---- |
| Počet obyvatel | 45   | 149  | 280  | 378  | 322  | 364  | 369  | 363  | 353  | 360  | 334  | 321  | 416  | 395  | 412  | 399  | 402  | 464  |